# Mangifera indica

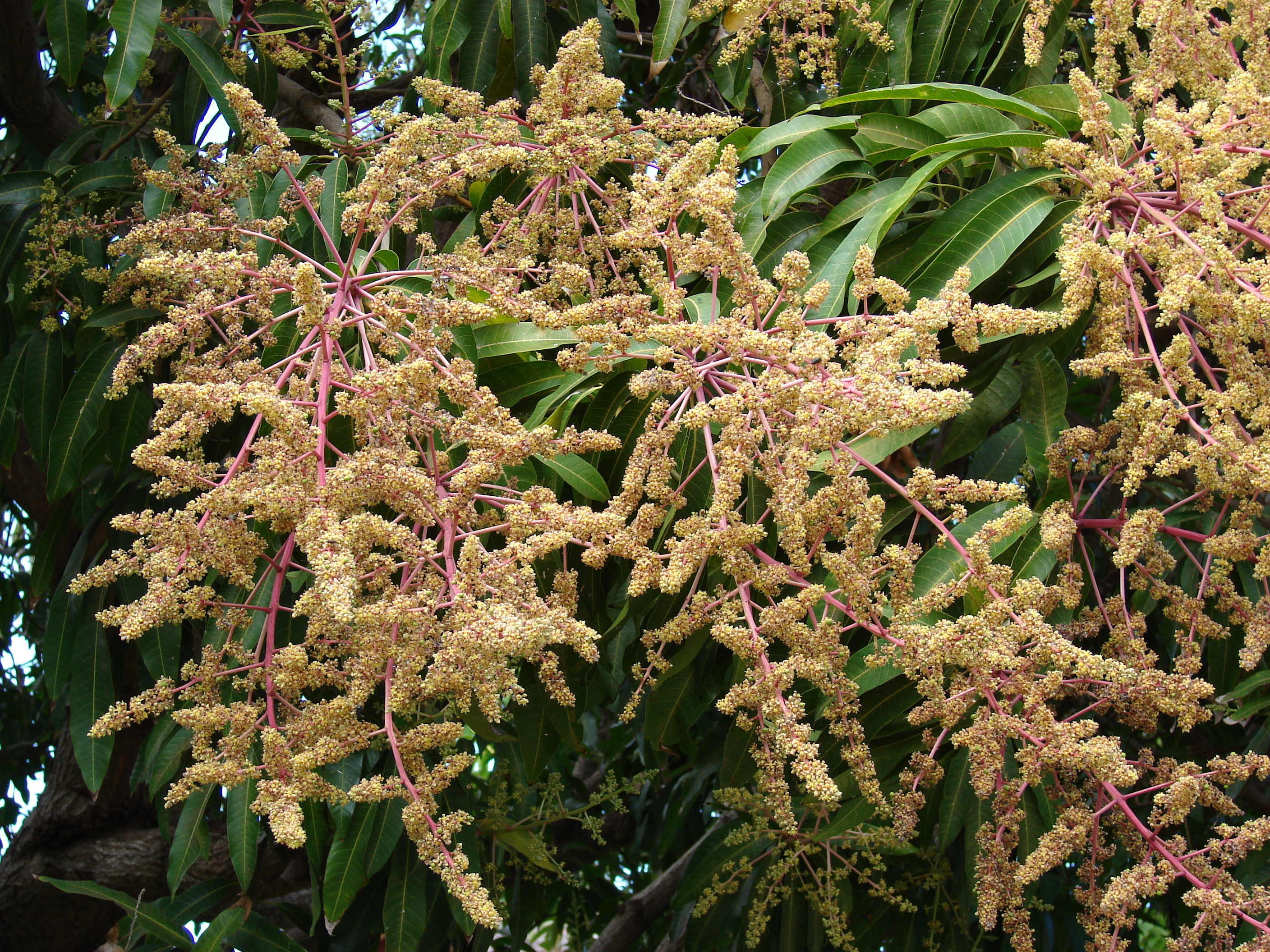
Flores en panículas (cada panícula produce solo 2 o 3 mangos).

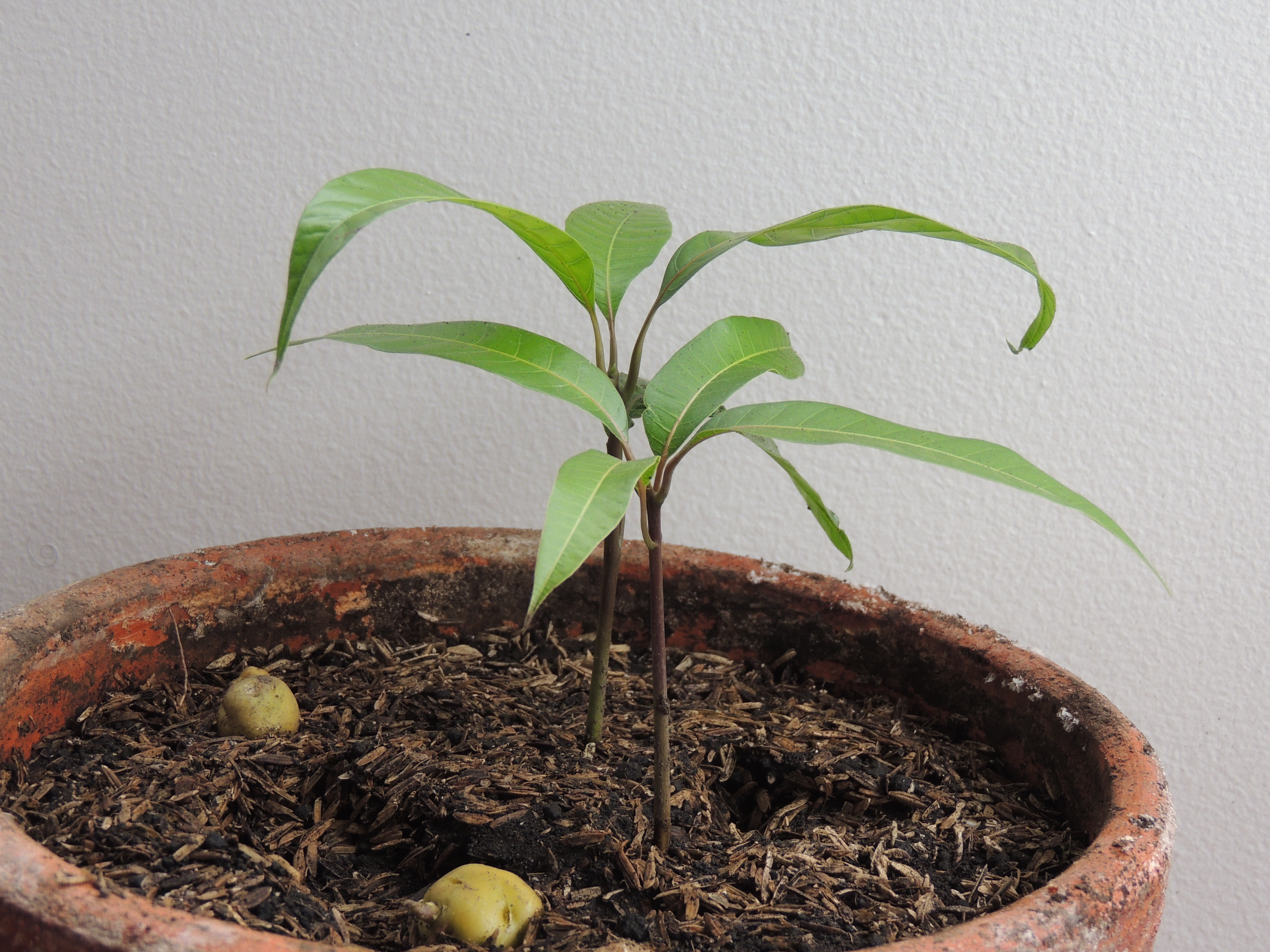
Retoño de mango.

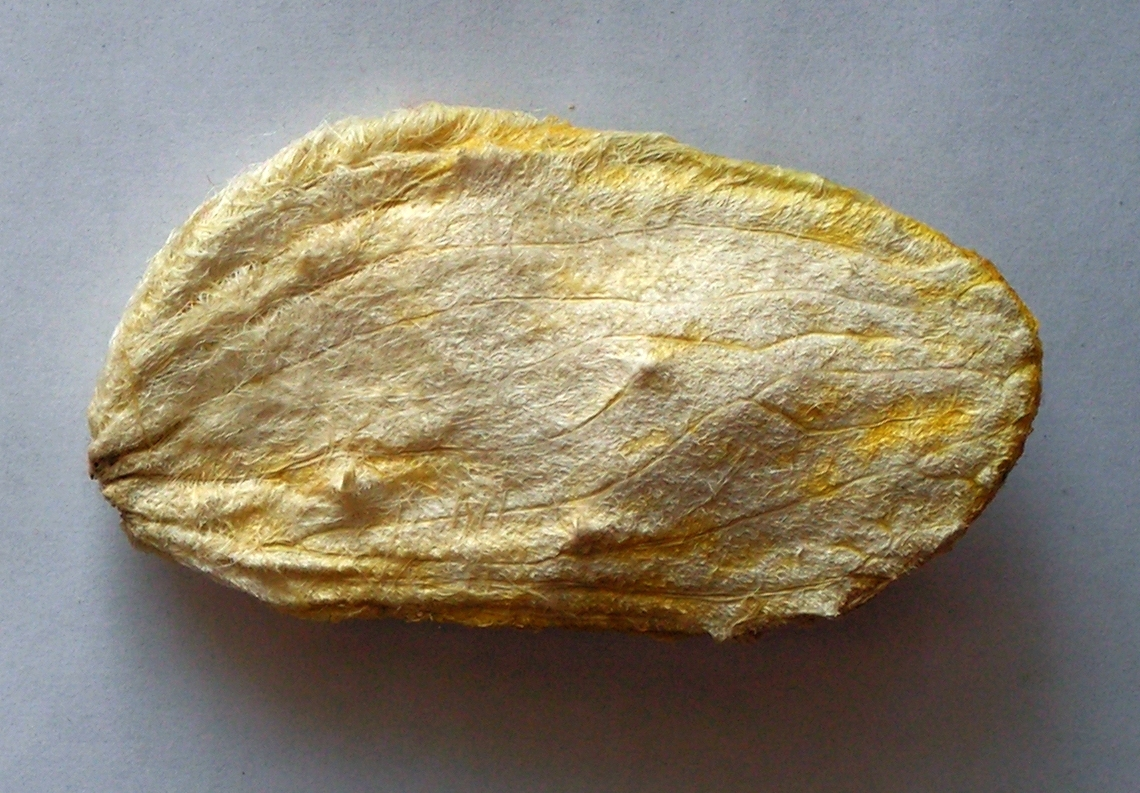
Semilla monospermo del fruto.

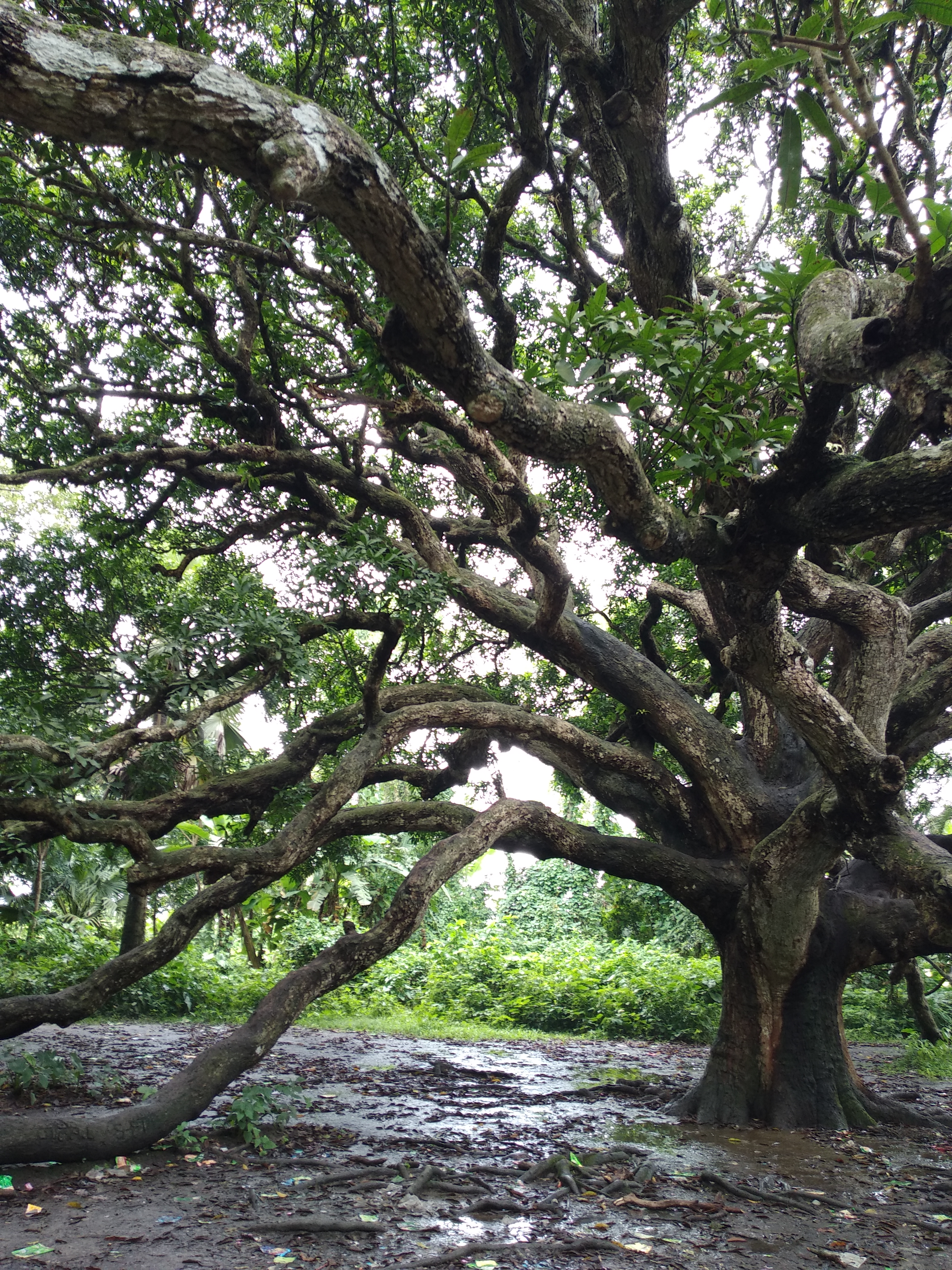
Árbol de mango de 110 años de antigüedad de Gopalganj, Bangladesh.

Mangifera indica, comúnmente mango  o melocotón de los trópicos, es una especie arbórea frutal perteneciente a la familia Anacardiaceae.

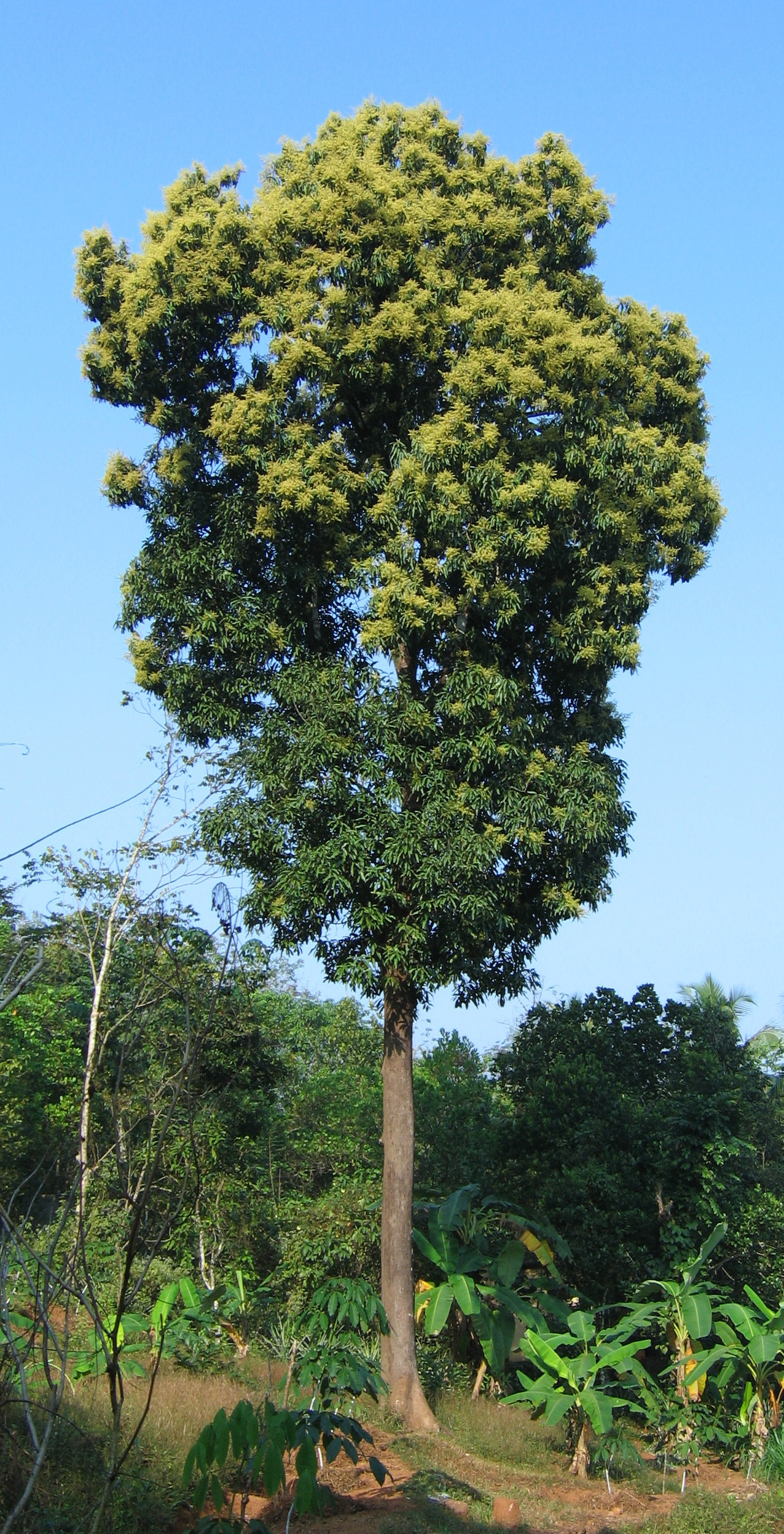
Un árbol de mango floreciente
en Kerala (India).

## Descripción

### Árbol
Es un árbol perenne que puede alcanzar los 45 m de altura con una copa de 30 m de diámetro.
Hojas alternas, simples, coriáceas, de lanceoladas a oblongas, de 15-30 cm de longitud, de color verde oscuro, inflorescencias en panículas axilares o terminales. Sus flores: Ambos tipos poseen cinco pequeños sépalos verdes y peludos con cinco pétalos separados que son rojos, amarillos, anaranjados, rosados o verdes. En la base de los pétalos se encuentra un disco segmentado en cinco partes, el cual es carnoso y lleno de néctar. La flor con estambres tiene solo un estambre funcional con uno o más estaminodios.

### Fruto
El fruto es una drupa que destaca entre sus principales características su buen sabor. Dicha pulpa puede ser o no fibrosa, siendo la variedad llamada mango de hilacha la que mayor cantidad de fibra contiene. Es una fruta normalmente de color verde en un principio, y amarillo, naranja e incluso rojo-granate cuando está madura, de sabor medianamente ácido cuando no ha madurado completamente.

## Distribución y hábitat
Es originario del subcontinente indio (India) y de la Indochina; introducida y cultivada en países de clima tropical además de algunos de clima templado o mediterráneo, por ejemplo en el sur de España (Provincia de Málaga).

En la zona intertropical es una planta sumamente noble: no requiere de riego y resiste los incendios; una plantación de mangos difícilmente podría quemarse durante la época de sequía, ya que es el período de máximo crecimiento de biomasa para estos árboles y de mayor actividad de la fotosíntesis por la menor nubosidad. Es un árbol agresivo con otras especies para ocupar un espacio determinado.

## Usos

### Madera
El mango, conocido esencialmente por su fruto, es también maderable cuando acaba su fase productiva de frutos. La madera puede verse afectada por hongos e insectos. A pesar de esta desventaja se utiliza para la fabricación de instrumentos como ukeleles, laminados y muebles. Por otro lado, la madera contiene sustancias fenólicas que pueden producir dermatitis por contacto.

### Otros usos
- En Cuba se utiliza mucho para elaborar refrescos y preservarlos. Es uno de los lugares con más variedades de mangos, como 'filipino', 'toledo', 'papelina', 'señora', 'bizcochuelo', 'hilacha', 'mango mamey', 'mango huevo de toro', 'mango macho', entre otros cultivares. Una de las zonas del mundo más conocidas por sus mangos es El Caney en la zona oriental de la isla (Santiago de Cuba).[2]

- En Colombia la comunidad indígena Siona del Putumayo prepara una infusión de las hojas y la corteza como desinfectante de heridas. Mientras que la comunidad Tikuna del Amazonas toma la decocción de las hojas como anticonceptivo durante los días sucesivos a la menstruación, también como abortivo tomando la decocción durante 3 días seguidos.

En varias regiones de Colombia se presentan usos tan diversos como: la decocción de las raíces se toma como diurético y para el tratamiento de enfermedades gastrointestinales. Esta decocción también la usan para preparar tinturas para pigmentar la piel en enfermedades como el carate o vitíligo. El masticar las hojas fortalece los dientes y actúa contra ampollas bucales; para esto también se usa la aplicación directa de la resina del árbol. La infusión de la corteza se utiliza en el tratamiento del paludismo y los enjuagues en el cabello con esta decocción ayudan a oscurecer el cabello y evitar su caída. El uso del fruto como alimento es ampliamente distribuido. Por parte de la fauna silvestre se registran especies como el chácharo o pecarí de collar, la lapa y el picure o Dasyprocta entre los que más la consumen. El mango es conocido además por ser una especie melífera.
- En Perú, en la ciudad de Chulucanas, utilizan sus hojas para darle un color negativo y la brillantez a su famosa cerámica (queman las hojas cuando cuecen la cerámica).

- En El Salvador, es una tradición que en la época de la Semana Santa se use en la gastronomía preparándolo con dulce de panela o con azúcares. Se le conoce como "Mango en Miel".

También es muy popular comerlo cuando todavía está verde; se corta en mitades y se cubre con una mezcla de chile, sal y polvo de semilla de ayote (Alguashte).
- En Venezuela se cultivan muchas variedades de mangos, entre ellos, en un trabajo realizado por Rincón y col. publicado el año 2008, se evaluaron 16 cultivares de mango (Mangifera indica L). Los cultivares estudiados fueron introducidos de Homestead (Florida).[3] Entre otros tenemos: Manga, Mango Manzano, Bocado, de mecha o hilacha también llamado mango de burro, etc.

## Taxonomía
Mangifera indica fue descrita por Carlos Linneo y publicado en Species Plantarum, vol. 2, p. 200, 1753.
Sinonimia
- Mangifera austroyunnanensis Hu, 1940
- Rhus laurina Nutt., 1838[4]

## Importancia económica y cultural

### Farmacología
La mangiferina importante es un compuesto que se extrae de las hojas y corteza del mango, al igual que de la piel y el fruto, con propiedades antioxidantes, antimicrobianas, antidiabéticas, antihistamínico, anticancerígeno, hipocolesterolémico e inmunomodulatorio.